# (10636) 1998 QK56
(10636) 1998 QK56 est un astéroïde Apollon découvert en 1998.

## Description
(10636) 1998 QK56 a été découvert le 28 août 1998 à l'observatoire Magdalena Ridge, situé dans le comté de Socorro, au Nouveau-Mexique (États-Unis), par le projet Lincoln Near-Earth Asteroid Research (LINEAR).

### Caractéristiques orbitales
L'orbite de cet astéroïde est caractérisée par un demi-grand axe de 1,88 ua, un périhélie de 0,92 ua, une excentricité de 0,51 et une inclinaison de 13,56° par rapport à l'écliptique. Du fait de ces caractéristiques, à savoir un demi-grand axe supérieur à 1 ua et un périhélie inférieur à 1,017 ua, il est classé comme astéroïde Apollon.

### Caractéristiques physiques
(10636) 1998 QK56 a une magnitude absolue (H) de 17,7 et un albédo estimé à 0,060.